# Meslières
Meslières – miejscowość i gmina we Francji, w regionie Burgundia-Franche-Comté, w departamencie Doubs.
Według danych na rok 1990 gminę zamieszkiwało 375 osób, a gęstość zaludnienia wynosiła 125 osób/km² (wśród 1786 gmin Franche-Comté Meslières plasuje się na 392. miejscu pod względem liczby ludności, natomiast pod względem powierzchni na miejscu 960.).